# Stüblerbach
Stüblerbach är ett vattendrag i Österrike.   Det ligger i förbundslandet Steiermark, i den östra delen av landet, 170 km sydväst om huvudstaden Wien.
I omgivningarna runt Stüblerbach växer i huvudsak blandskog. Runt Stüblerbach är det ganska tätbefolkat, med 52 invånare per kvadratkilometer.